# Бенши, Мустафа
Мустафа Бенши (швед. Moustafa Benshi; род. 7 января 2002, Сирия) — шведский и сирийский футболист, полузащитник клуба «Кальмар».

## Клубная карьера
Футболом начал заниматься в 14-летнем возрасте в клубе «Кальмар Сёдра». Летом 2016 года ездил на просмотр в испанскую «Барселону», а также привлёк внимание нескольких других европейских клубов. В августе подписал контракт с «Кальмаром», где стал выступать за юношеские команды клуба. Осенью 2020 года проходил просмотр в португальском «Маритиму», а в 28 декабря года было объявлено, что Бенши подписал контракт с клубом.
18 августа 2021 года впервые попал в заявку основной команды «Кальмара» на матч второго раунда кубка Швеции против «Лунда». На 73-й минуте встречи он вошёл в игру, заменив Ноа Шамуна. Основное время матча завершилось вничью 1:1, а в дополнительное время «Кальмар» забил дважды, одержав победу. Один из мячей в дополнительное время записал на свой счёт Бенши, установив на 100-й минуте окончательный итог игры. Через 5 дней дебютировал в чемпионате Швеции в матче очередного тура с «Эстерсундом», появившись на поле на 90-й минуте вместо Исака Янссона.

## Карьера в сборной
В конце августа 2021 года был вызван в молодёжную сборную Сирии на сентябрьский тренировочный сбор в Аммане.

## Личная жизнь
Родился в Сирии. В 2012 году вместе с семьёй был вынужден бежать из страны из-за начавшейся гражданской войны. На протяжении трёх лет семья проживала в Турции, где Бенши был вынужден работать на текстильной фабрике, чтобы помочь семье. В начале 2015 года его семья перебралась в шведский Кальмар.

## Клубная статистика
| Выступление      | Выступление      | Выступление      | Лига | Лига | Кубки | Кубки | Конт. кубки | Конт. кубки | Итого | Итого |
| Клуб             | Лига             | Сезон            | Игры | Голы | Игры  | Голы  | Игры        | Голы        | Игры  | Голы  |
| ---------------- | ---------------- | ---------------- | ---- | ---- | ----- | ----- | ----------- | ----------- | ----- | ----- |
| Кальмар          | Аллсвенскан      | 2021             | 2    | 0    | 1     | 1     | 0           | 0           | 3     | 1     |
| Кальмар          | Итого            | Итого            | 2    | 0    | 1     | 1     | 0           | 0           | 3     | 1     |
| Всего за карьеру | Всего за карьеру | Всего за карьеру | 2    | 0    | 1     | 1     | 0           | 0           | 3     | 1     |